# Kimi shika iranai
Kimi shika iranai (君しかいらない, Kimi shika iranai, sous-titré « Je ne veux que toi » en version française) est un manga de Wataru Yoshizumi. Il a été prépublié en 1996 dans le magazine Ribon de l'éditeur Shūeisha et a été compilé en un total de deux volumes. La série a été rééditée en un volume le 14 septembre 2007.
Publié en français aux éditions Glénat, il comporte deux volumes au total.

## Synopsis
Atsumu Totoki (十時　集), seize ans, tombe pour la première fois amoureux. L'élue de son cœur, Akane Kurihara (栗原　朱音), vient cependant de vivre une grande déception amoureuse, et dit ne plus jamais pouvoir aimer. Épaulé par Moe (栗原　萌), la petite sœur de Akane, il va tout faire, officiellement en tant qu'ami, pour l'aider à surmonter cette douleur et voir "son vrai sourire".

## Liste des volumes
| no | Japonais       | Japonais      | Français       | Français          |
| no | Date de sortie | ISBN          | Date de sortie | ISBN              |
| -- | -------------- | ------------- | -------------- | ----------------- |
| 1  | octobre 1996   | 4-08-853882-X | 5 janvier 2005 | 978-2-7234-5022-5 |
| 2  | février 1997   | 4-08-856002-7 | 2 mars 2005    | 978-2-7234-5023-2 |